# 제이슨 하우스

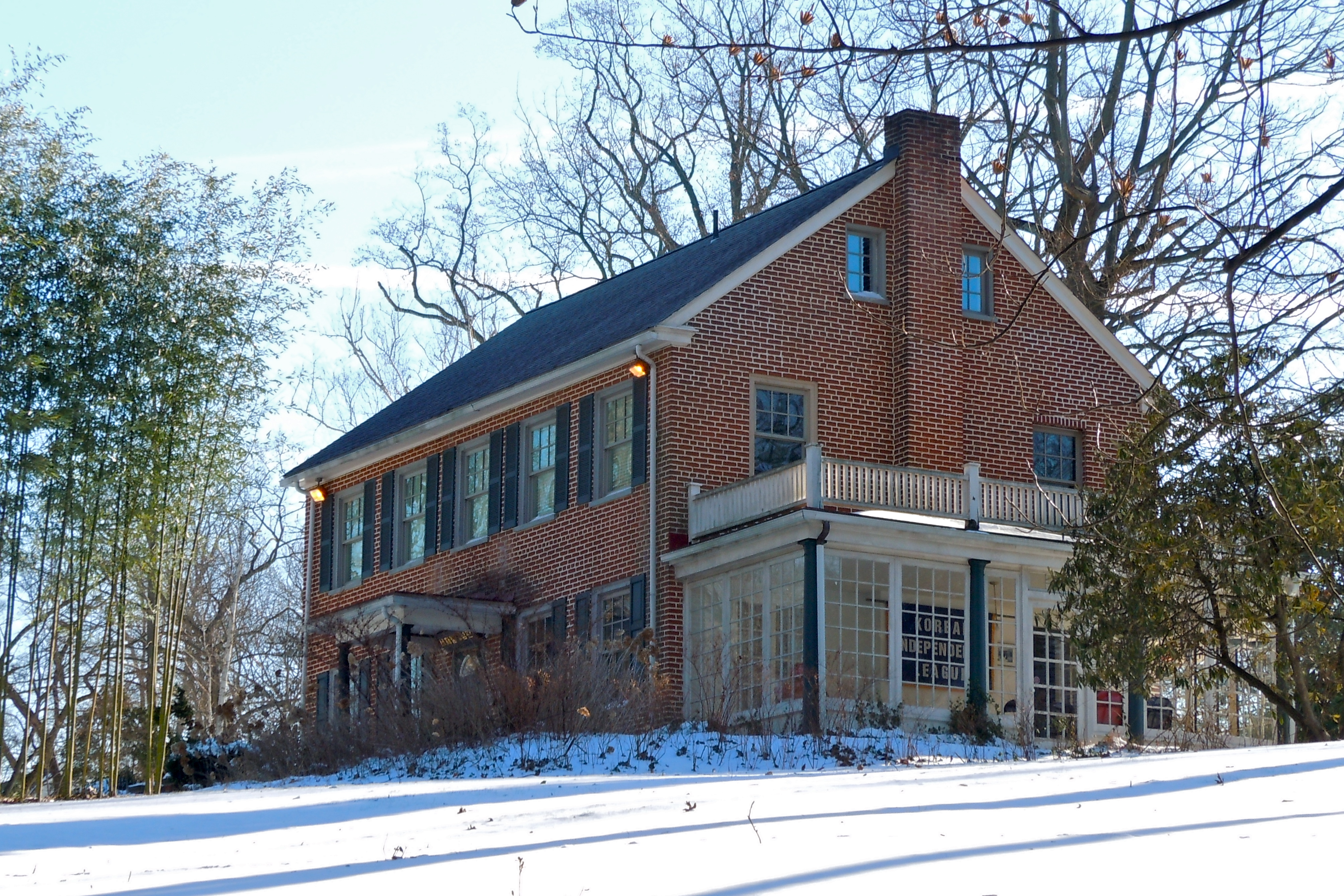
제이슨 하우스

제이슨 하우스(Jaisohn house) 또는 필립 제이슨 하우스는 미국 펜실베이니아주 필라델피아 시 메디아에 있는 건물로 한국의 독립운동가이자 미국 시민권자였던 서재필이 1898년부터 1951년까지 여생을 보낸 곳이다. 서재필 사후 화가였던 둘째 딸 뮤리엘 제이슨이 살았고 만년에는 그의 언니이자 서재필의 다른 딸 스테파니 보이드 제이슨도 이곳에서 함께 여생을 보냈다. 두 딸의 사후 방치되다가 한인 교민들에 의해 관리되었으며 나중에 미국 서재필 기념관, 제이슨 기념관으로 재탄생되었다.

## 같이 보기
- 서재필
- 서재필 기념회
- 서동성
- 서재창
- 한수의 여행